# Ringer-Weltmeisterschaften 2008
Die Ringer-Weltmeisterschaften 2008 fanden vom 11. bis zum 13. Oktober 2008 in der Mehrzweckhalle Kokuritsu Yoyogi Kyōgijō in Tokio statt. Wegen der Olympischen Spiele im selben Jahr wurden nur Frauenwettbewerbe ausgetragen. Wie auch bei den Olympischen Spielen 2004 hatten bei den Frauen lediglich Wettkämpfe in vier Gewichtsklassen stattgefunden, so dass entschieden wurde, separate Weltmeisterschaften zu veranstalten. Japan konnte in allen 7 Wettbewerben Athletinnen auf dem Podest feiern. In der Gewichtsklasse -55 kg hatte zunächst Anna Zwirydowska aus Polen die Bronzemedaille errungen. Wegen eines Verstoßes bei der Dopingprobe wurde sie jedoch nachträglich disqualifiziert und die Medaille an die Kanadierin Britanee Laverdure vergeben.

## Medaillengewinner
| Klasse | Gold              | Silber                       | Bronze                                        |
| ------ | ----------------- | ---------------------------- | --------------------------------------------- |
| -48 kg | Clarissa Chun     | Juyldiz Eschimowa-Turtbajewa | Makiko Sakamato Guibei Su                     |
| -51 kg | Hitomi Sakamoto   | Marina Markewitsch           | Vanessa Boubryemm Julija Blahynja             |
| -55 kg | Saori Yoshida     | Tetjana Lasarewa             | Tatjana Padilla Britanee Laverdure            |
| -59 kg | Ayako Shōda       | Natalja Golz                 | Elwira Mursalowa Agata Pietrzyk               |
| -63 kg | Mio Nishimaki     | Ljubow Michailowna Wolossowa | Audrey Prieto Meng Lili                       |
| -67 kg | Martine Dugrenier | Mami Shinkai                 | Kateryna Burmistrowa Otschirbatyn Nasanburmaa |
| -72 kg | Stanka Slatewa    | Yan Hong                     | Kyōko Hamaguchi Ohenewa Akuffo                |

## Medaillenspiegel
| Rang | Land                | Gold | Silber | Bronze |
| ---- | ------------------- | ---- | ------ | ------ |
| 1    | Japan               | 4    | 1      | 2      |
| 2    | Kanada              | 1    | 0      | 2      |
| 3    | Vereinigte Staaten  | 1    | 0      | 1      |
| 4    | Bulgarien           | 1    | 0      | 0      |
| 5    | Russland            | 0    | 2      | 0      |
| 6    | Volksrepublik China | 0    | 1      | 2      |
|      | Ukraine             | 0    | 1      | 2      |
| 8    | Kasachstan          | 0    | 1      | 0      |
|      | Belarus             | 0    | 1      | 0      |
| 10   | Frankreich          | 0    | 0      | 2      |
| 11   | Aserbaidschan       | 0    | 0      | 1      |
|      | Mongolei            | 0    | 0      | 1      |
|      | Polen               | 0    | 0      | 1      |

## Punktewertung (Top 10)
| Rang | Land                | Punkte |
| ---- | ------------------- | ------ |
| 1    | Japan               | 65     |
| 2    | Kanada              | 42     |
| 3    | Russland            | 40     |
| 4    | Ukraine             | 31     |
|      | Vereinigte Staaten  | 31     |
| 6    | Volksrepublik China | 29     |
| 7    | Mongolei            | 23     |
| 8    | Belarus             | 18     |
| 9    | Frankreich          | 17     |
| 10   | Aserbaidschan       | 14     |